# Leichtathletik-Europameisterschaften 1982/200 m der Männer

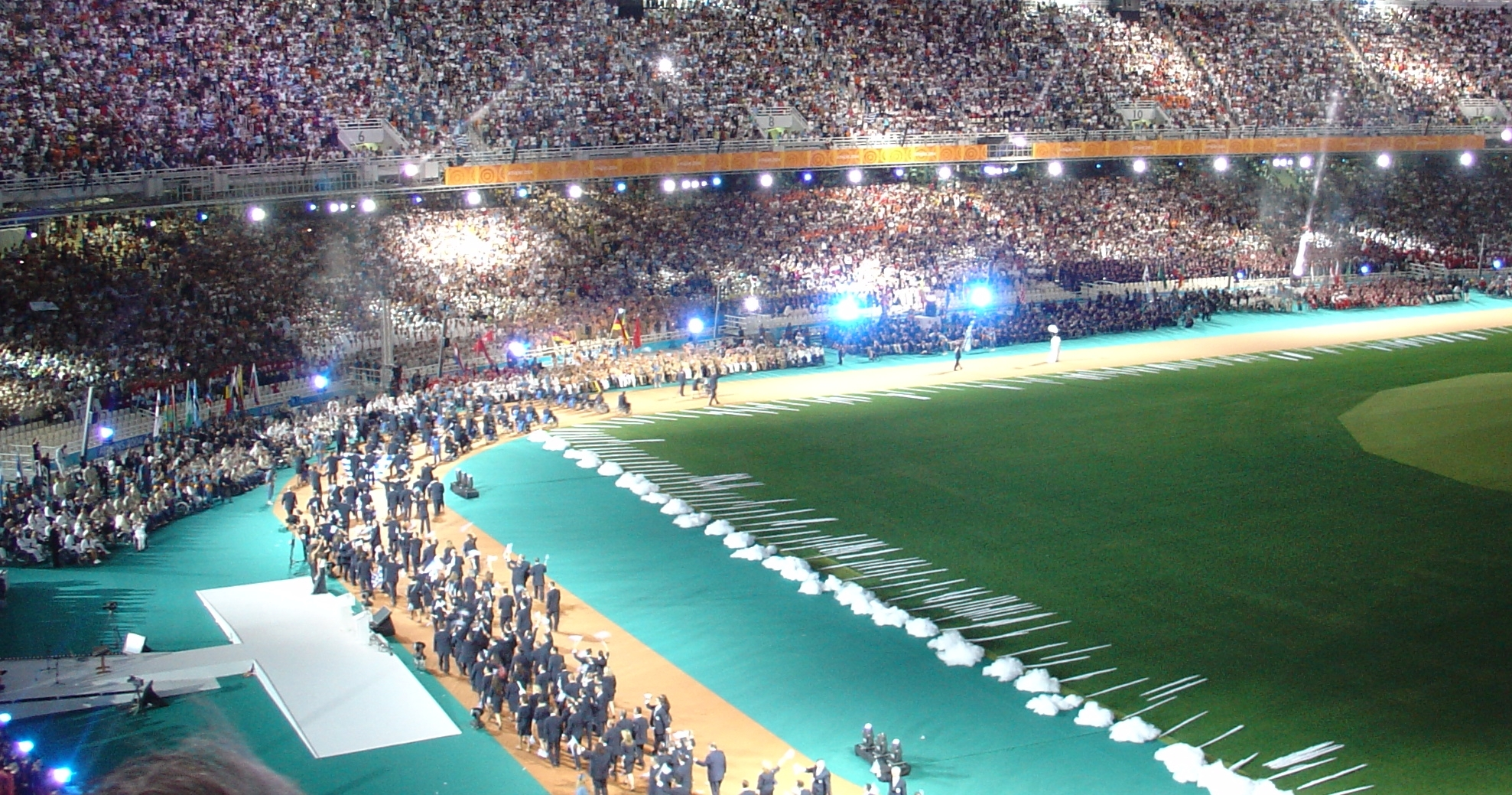
Das Athener Olympiastadion bei der Eröffnung der Paralympics 2004

Der 200-Meter-Lauf der Männer bei den Leichtathletik-Europameisterschaften 1982 wurde am 8. und 9. September 1982 im Olympiastadion von Athen ausgetragen.
Mit Gold und Bronze gab es in diesem Wettbewerb zwei Medaillen für die Sprinter aus der DDR. Europameister wurde Olaf Prenzler. Er gewann vor dem Briten Cameron Sharp. Bronze ging an den Sieger des 100-Meter-Laufs Frank Emmelmann.

## Bestehende Rekorde
| Weltrekord           | 19,72 s | Pietro Mennea | Mexiko-Stadt, Mexiko      | 12. September 1979 |
| Europarekord         | 19,72 s | Pietro Mennea | Mexiko-Stadt, Mexiko      | 12. September 1979 |
| Meisterschaftsrekord | 20,16 s | Pietro Mennea | EM Prag, Tschechoslowakei | 1. September 1978  |

Der bestehende EM-Rekord wurde bei diesen Europameisterschaften nicht eingestellt und nicht erreicht. Die schnellste Zeit erzielte Europameister Olaf Prenzler aus der DDR im Finale mit 20,46 s bei einem Gegenwind von 0,6 m/s, womit er genau drei Zehntelsekunden über dem Rekord blieb. Zum Welt- und Europarekord fehlten ihm 74 Hundertstelsekunden.

## Vorrunde
8. September 1982
Die Vorrunde wurde in vier Läufen durchgeführt. Die ersten drei Athleten pro Lauf – hellblau unterlegt – sowie die darüber hinaus vier zeitschnellsten Läufer – hellgrün unterlegt – qualifizierten sich für das Halbfinale.

### Vorlauf 1
Wind:  −0,1 m/s
| Platz | Name             | Nation           | Zeit (s) |
| ----- | ---------------- | ---------------- | -------- |
| 1     | Frank Emmelmann  | DDR              | 20,87    |
| 2     | Cameron Sharp    | Großbritannien   | 20,96    |
| 3     | Pascal Barré     | Frankreich       | 21,09    |
| 4     | Luciano Caravani | Italien          | 21,25    |
| 5     | Stanislav Sajdok | Tschechoslowakei | 21,29    |
| 6     | László Babály    | Ungarn           | 21,39    |

### Vorlauf 2
Wind:  −0,8 m/s
| Platz | Name             | Nation         | Zeit (s) |
| ----- | ---------------- | -------------- | -------- |
| 1     | Hermann Lomba    | Frankreich     | 20,90    |
| 2     | István Nagy      | Ungarn         | 21,00    |
| 3     | Detlef Kübeck    | DDR            | 21,03    |
| 4     | Sergej Sokolow   | Sowjetunion    | 21,15    |
| 5     | Peter Klein      | BR Deutschland | 21,32    |
| 6     | Zenon Licznerski | Polen          | 21,36    |
| 7     | Peter Muster     | Schweiz        | 31,10    |

### Vorlauf 3
Wind:  −0,2 m/s
| Platz | Name               | Nation      | Zeit (s) |
| ----- | ------------------ | ----------- | -------- |
| 1     | Wladimir Murawjow  | Sowjetunion | 20,96    |
| 2     | Giovanni Bongiorni | Italien     | 21,02    |
| 3     | Olaf Prenzler      | DDR         | 21,13    |
| 4     | Kimmo Saaristo     | Finnland    | 21,38    |
| 5     | Per-Ola Olsson     | Schweden    | 21,72    |

### Vorlauf 4
Wind:  +0,6 m/s
| Platz | Name             | Nation           | Zeit (s) |
| ----- | ---------------- | ---------------- | -------- |
| 1     | Patrick Barré    | Frankreich       | 21,03    |
| 2     | Erwin Skamrahl   | BR Deutschland   | 21,04    |
| 3     | František Břečka | Tschechoslowakei | 21,11    |
| 4     | Carlo Simionato  | Italien          | 21,25    |
| 5     | Ángel Heras      | Spanien          | 21,37    |
| 6     | Nikolai Markow   | Bulgarien        | 21,73    |

## Halbfinale
8. September 1982
In den beiden Halbfinalläufen qualifizierten sich die jeweils ersten vier Athleten – hellblau unterlegt – für das Finale.

### Lauf 1
Wind:  −1,1 m/s
| Platz | Name              | Nation           | Zeit (s) |
| ----- | ----------------- | ---------------- | -------- |
| 1     | Frank Emmelmann   | DDR              | 20,80    |
| 2     | István Nagy       | Ungarn           | 20,82    |
| 3     | Patrick Barré     | Frankreich       | 20,93    |
| 4     | Wladimir Murawjow | Sowjetunion      | 20,95    |
| 5     | Pascal Barré      | Frankreich       | 20,99    |
| 6     | Carlo Simionato   | Italien          | 21,04    |
| 7     | František Břečka  | Tschechoslowakei | 21,17    |
| 8     | Luciano Caravani  | Italien          | 21,24    |

### Lauf 2
Wind:  +0,7 m/s
| Platz | Name               | Nation           | Zeit (s) |
| ----- | ------------------ | ---------------- | -------- |
| 1     | Olaf Prenzler      | DDR              | 20,58    |
| 2     | Erwin Skamrahl     | BR Deutschland   | 20,61    |
| 3     | Cameron Sharp      | Großbritannien   | 20,62    |
| 4     | Sergej Sokolow     | Sowjetunion      | 20,68    |
| 5     | Detlef Kübeck      | DDR              | 20,80    |
| 6     | Hermann Lomba      | Frankreich       | 20,82    |
| 7     | Giovanni Bongiorni | Italien          | 21,04    |
| 8     | Stanislav Sajdok   | Tschechoslowakei | 21,17    |

## Finale

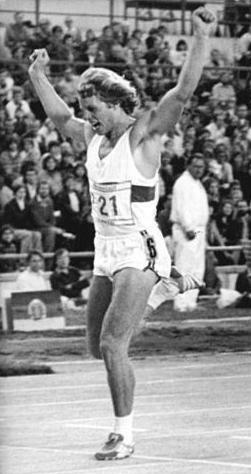
Europameister Olaf Prenzler war zwei Tage zuvor Sechster über 100 Meter und errang am letzten Tag Silber mit der Sprintstaffel der DDR
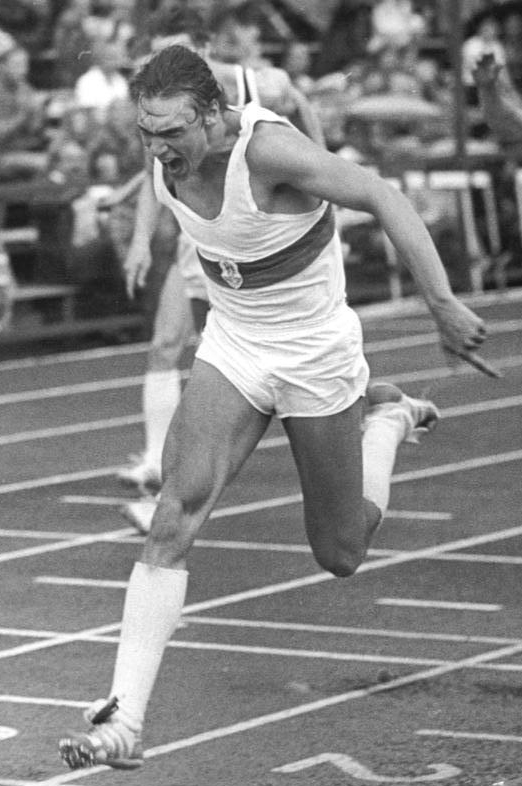
Bronzemedaillengewinner Frank Emmelmann war zwei Tage zuvor Europameister über 100 Meter geworden und gewann am Schlusstag außerdem Silber mit der DDR-Sprintstaffel

9. September 1982
Wind:  −0,6 m/s
| Platz | Name              | Nation         | Zeit (s) |
| ----- | ----------------- | -------------- | -------- |
| 1     | Olaf Prenzler     | DDR            | 20,46    |
| 2     | Cameron Sharp     | Großbritannien | 20,47    |
| 3     | Frank Emmelmann   | DDR            | 20,60    |
| 4     | Erwin Skamrahl    | BR Deutschland | 20,61    |
| 5     | István Nagy       | Ungarn         | 20,62    |
| 6     | Patrick Barré     | Frankreich     | 20,75    |
| 7     | Wladimir Murawjow | Sowjetunion    | 20,76    |
| 8     | Sergej Sokolow    | Sowjetunion    | 20,81    |

## Videolink
- ATLETICA EUROPEI ATENE 1982 200, www.youtube.com, abgerufen am 27. November 2022